# درویچنا
درویچنا (به لهستانی:  Derewiczna) یک روستا در لهستان است که در گمینا کومارووکا پودلاسکا واقع شده‌است. درویچنا ۶۰۶ نفر جمعیت دارد.